# Drepanosticta furcata
Drepanosticta furcata – gatunek ważki z rodziny Platystictidae.